# رود یوشینو
رود یوشینو (ژاپنی: 吉野川) رودی در جزیرهٔ شیکوکو، ژاپن است که با ۱۹۴ کیلومتر درازا و حوضهٔ آبخیز ۳۷۵۰ کیلومتر مربعی به عنوان یکی از بزرگ‌ترین رودهای ژاپن شناخته می‌شود.